# Pristen
Pristen là một chi bướm đêm thuộc họ Cosmopterigidae.